# Tomás Guevara

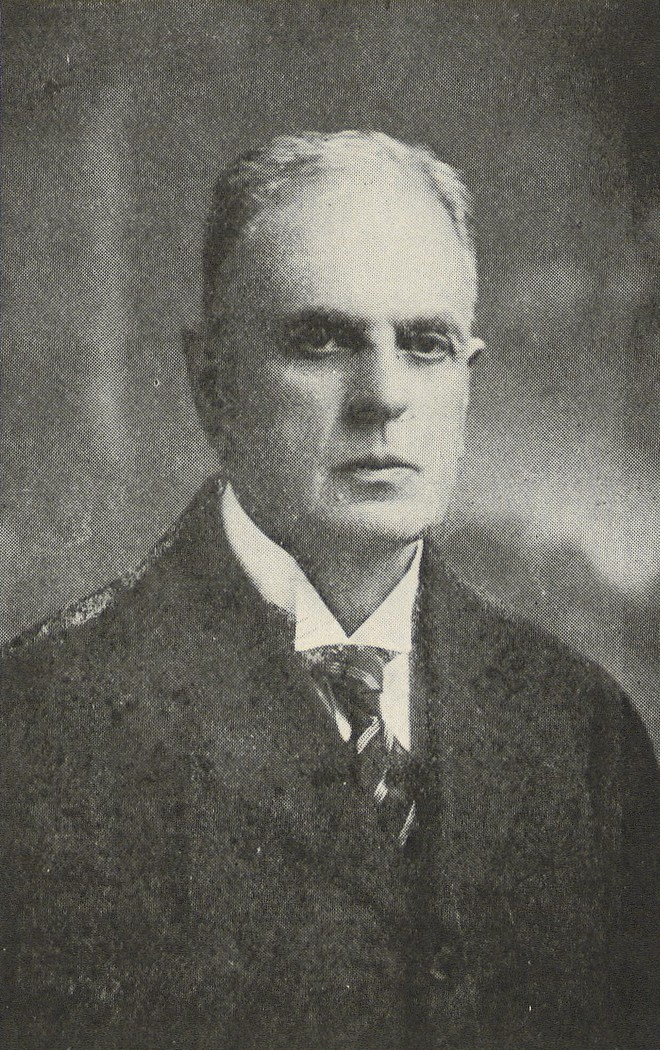
Tomás Guevara (ca. 1920)

Tomás Guevara Silva (* 1865 in Curicó; † 1935) war ein chilenischer Historiker, Ethnologe und Pädagoge. Er war ein Veteran des Salpeterkriegs (Guerra del Pacífico) und ein prominenter Gelehrter, der sich mit der Geschichte der Mapuche beschäftigte.

## Leben und Werk
Tomás Guevara wurde 1865 in Curicó geboren. Er war Rektor des Lyzeums von Temuco. Er ist der Autor verschiedener Werke über die araukanischen Indianer Chiles, darunter eine Psychologie des araukanischen Volkes (1908) und eine umfassende Geschichte des vorkolonialen Chile (1925/27), bei der es sich um eine der ersten historischen Studien über die vorkoloniale (vorspanische) Zeit Chiles handelt, in die Erkenntnisse aus Archäologie und Anthropologie eingeflossen sind. 

## Werke (Auswahl)
- Historia de Curicó. 1890
- Costumbres judiciales i enseñanza de los araucanos. 1904, Imprenta Cervantes, Santiago, Chile.
- El libro "Raza Chilena" i sus referencias sobre el sur. 1905, Alemana, Temuco, Chile.
- Psicolojía del pueblo araucano. 1908, Imprenta Cervantes, Santiago, Chile.
- Los araucanos en la revolución de independencia. 1910, Imprenta Cervantes, Santiago, Chile.
- Folklore Araucano: refranes, cuentos, cantos, procedimientos industriales, costumbres prehispanas. 1911, Imprenta Cervantes, Santiago, Chile.
- Las últimas familias i costumbres araucanas. 1913, Imprenta Barcelona, Santiago, Chile.
- La mentalidad araucana. 1916, Imprenta Barcelona, Santiago, Chile.
- La etnología araucana en el poema de Ercilla. 1918, Imprenta Barcelona, Santiago, Chile.
- Historia de la justicia araucana. 1922, Santiago, Chile.
- Historia de Chile: Chile prehispano. 1925–1927, Balcells, Santiago, Chile.